# Harticka
Harticka (Inonotus leporinus) är en svampart som först beskrevs av Elias Fries, och fick sitt nu gällande namn av Gilb. & Ryvarden 1993. Inonotus leporinus ingår i släktet Inonotus och familjen Hymenochaetaceae.   Inga underarter finns listade i Catalogue of Life.
I den svenska databasen Dyntaxa används istället namnet Onnia leporina för samma taxon.  Arten är reproducerande i Sverige.